# Kinza Clodumar
Kinza Godfrey Clodumar je nauruski političar i predsjednik Republike Nauru od 12. veljače 1997. do 18. lipnja 1998.
Clodumar je izabran u parlament 1977. godine. Od tada pa sve do 1992. više je puta bio ministar financija. Između 1992. i 1995. bio je financijski savjetnik Bernarda Dowiyoga.
Kinza Clodumar je osnovao Stranku centra.